# ATSF-Klasse 5000
Die Klasse 5000, auch unter dem Namen Madam Queen bekannt, ist der Prototyp einer Baureihe von Schlepptender-Dampflokomotiven für den schnellen und schweren Güterzugdienst, der 1930 bei den Baldwin Locomotive Works in den Vereinigten Staaten für die Atchison, Topeka and Santa Fe Railway (ATSF) gebaut wurde.

## Entwicklung und Einsatz

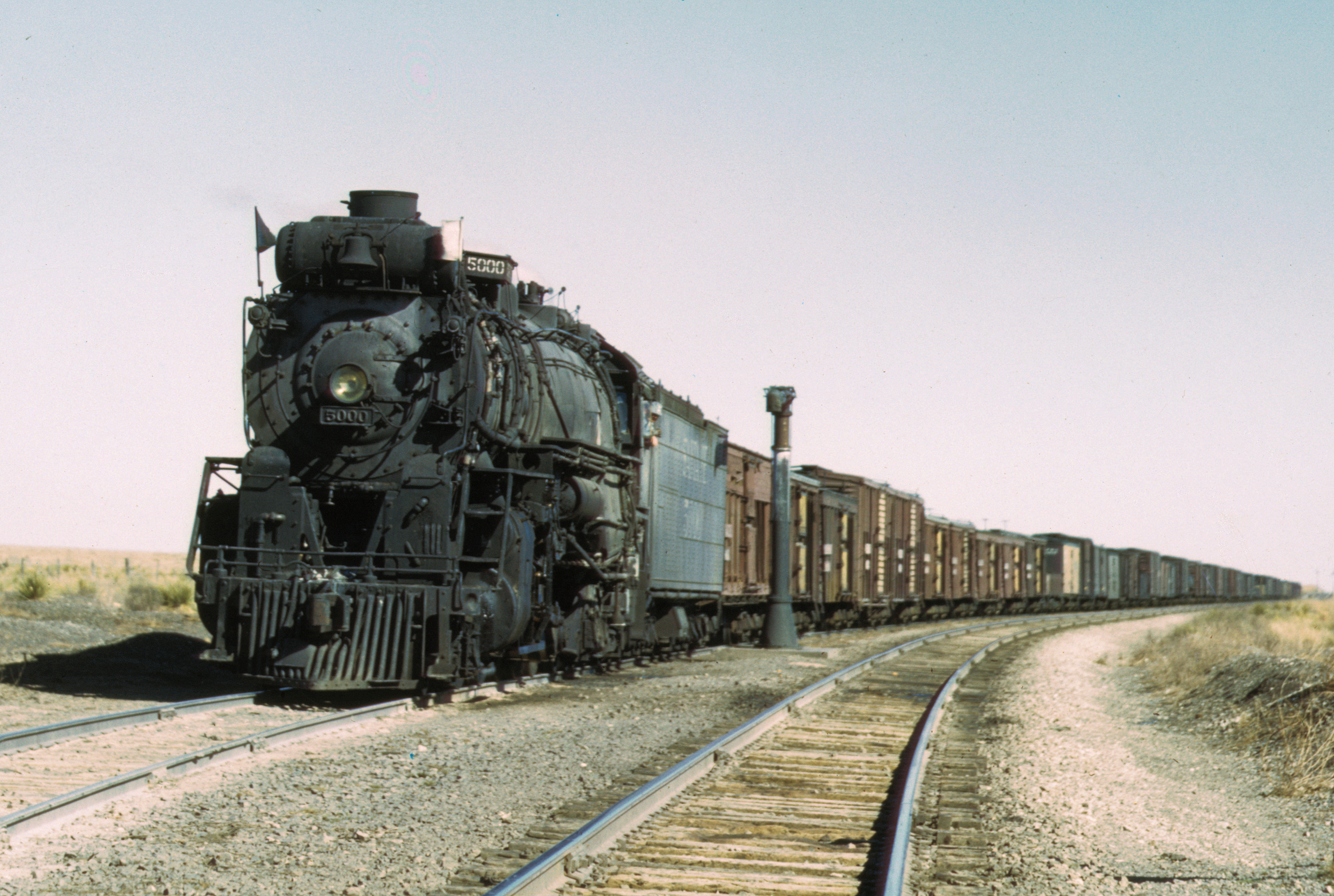
ATSF 5000 mit Güterzug in Ricardo, New Mexico (März 1943)

Um die zunehmenden Gütermengen transportieren zu können, benötigte die Atchison, Topeka and Santa Fe Railway (ATSF) neue leistungsstarke Güterzuglokomotiven. Im Jahr 1930 entstand im Auftrag der ATSF in den Baldwin Locomotive Works ein einzelner Prototyp einer äußerst leistungsstarken fünffach gekuppelten Dampflokomotive der Bauart Texas, also mit der Achsfolge 1’E2’. Diese Radsatzanordnung war zunächst an einer 1919 umgebauten 1’E1’-Lokomotive der Klasse 3800 erprobt wurden, da die zusätzliche Schleppachse mehr Platz für eine größere Feuerbüchse und damit mehr Leistung bietet. Die Herstellungskosten betrugen 133 900 US-Dollar (umgerechnet heute etwa 2,34 Mio. USD). Die Maschine wurde bei der Santa Fe Railway mit der Nummer 5000 eingereiht und damit als einzige Maschine der Klasse 5000 zugeordnet. Testfahrten zeigten, dass mit der neuen Konstruktion bei geringerem Brennstoffverbrauch schwerere Züge befördert werden konnten, als mit vergleichbaren älteren Baureihen. Aufgrund dieses Erfolgs bestellte die Bahngesellschaft weitere 1’E2’-Güterzugmaschinen auf der Basis der Klasse 5000. 1938 bauten die Baldwin Locomotive Works zehn Maschinen, nummeriert als 5001 bis 5010 und in die Klasse 5001 eingeordnet. 1944 entstanden die letzten 25 Lokomotiven, nummeriert als 5011 bis 5035 und der Klasse 5011 zugeteilt. Die Einordnung in drei gesonderte Baureihen ist durch technische Verbesserungen von einer Bauserie zur nächsten begründet. Die große Leistungsfähigkeit, Zugkraft und Höchstgeschwindigkeit der Klasse 5000 führten zum Spitznamen Madam Queen. Die Maschine war zwar für den schnellen Güterverkehr konstruiert, konnte aber mit geringen Geschwindigkeiten auch 10 000 Tonnen schwere Güterzüge allein befördern. Die Lokomotive 5000 wurde im November 1953 mit einer Laufleistung von über 2,8 Millionen Kilometern (1,75 Mio. Meilen) ausgemustert. Im April 1957 schenkte die Santa Fe Railway sie der Stadt Amarillo (Texas), wo sie noch heute zu besichtigen ist.

## Technische Beschreibung
Der in einem Stück gefertigte innenliegende Stahlgussrahmen mit angegossenen Zylinderblöcken, hergestellt bei General Steel Castings, liegt über Blattfedern auf den Gleitlagern der Radsätze auf. Der 39,5 t schwere und fast 19 m lange Rahmen war einer der größten Stahlguss-Lokomotivrahmen, die je gebaut wurden. Das Laufwerk besteht aus einem führenden Laufradsatz, fünf im Hauptrahmen gelagerten Kuppelradsätzen und einem zweiachsigen Schleppgestell. Die Dienstmasse von 228,0 t wird so aufgeteilt, dass die Achslast der fünf Treibradsätze durchschnittlich 33,7 t, maximal 34,7 t beträgt. Die Reibungsmasse der Lokomotive liegt damit bei 168,7 t. Die restliche Masse von 59,3 t entfällt auf die drei Laufradsätze. Mit vollen Vorräten wiegen Lok und Tender gemeinsam 398,1 t. Die Treibräder sind Speichenräder, die Laufräder Scheibenräder. Die Maschine wird von einem Zweizylinder-Heißdampf-Triebwerk mit außenliegender Heusinger-Steuerung angetrieben. Wie die Radsatzlager, sind auch die Stangenlager als Bronze-Gleitlager ausgeführt. Die Zylinder besitzen Druckausgleicher, die das Kompressionsbremsen der Kolben im Leerlauf verhindern. Der Dampfkessel aus korrosionsbeständigem Nickelstahl mit einer Strahlungsheizfläche von 55,6 m² erzeugt bei einem Kesseldruck von 20,7 bar in den Zylindern eine Leistung von 5500 hp (4100 kW, 5580 PSi). Der große Überhitzer mit einer Heizfläche von 254,6 m² und der hohe Kesseldruck verbessern die Effizienz deutlich und reduzieren so den Brennstoff- und Wasserverbrauch. Die ursprüngliche Steinkohlefeuerung wurde 1940 durch Schwerölbrenner ersetzt.
Das Fahrzeug kann mit der indirekt wirkenden Druckluftbremse, einer Druckluftzusatzbremse und einer Handbremse gebremst werden. Die Lokomotive hat eine Anfahrzugkraft von 420 kN und ist für eine Höchstgeschwindigkeit von 110 km/h (70 mph) zugelassen. Der Schlepptender besitzt zwei dreiachsige Drehgestelle, hat einen Wasservorrat von 75,7 m³ und kann 24,5 t Steinkohle aufnehmen. Mit dem Umbau auf Ölfeuerung bekam die Lok einen neuen Tender mit einem Ölvorrat von 26,9 m³.